# Dorfkirche Lebien

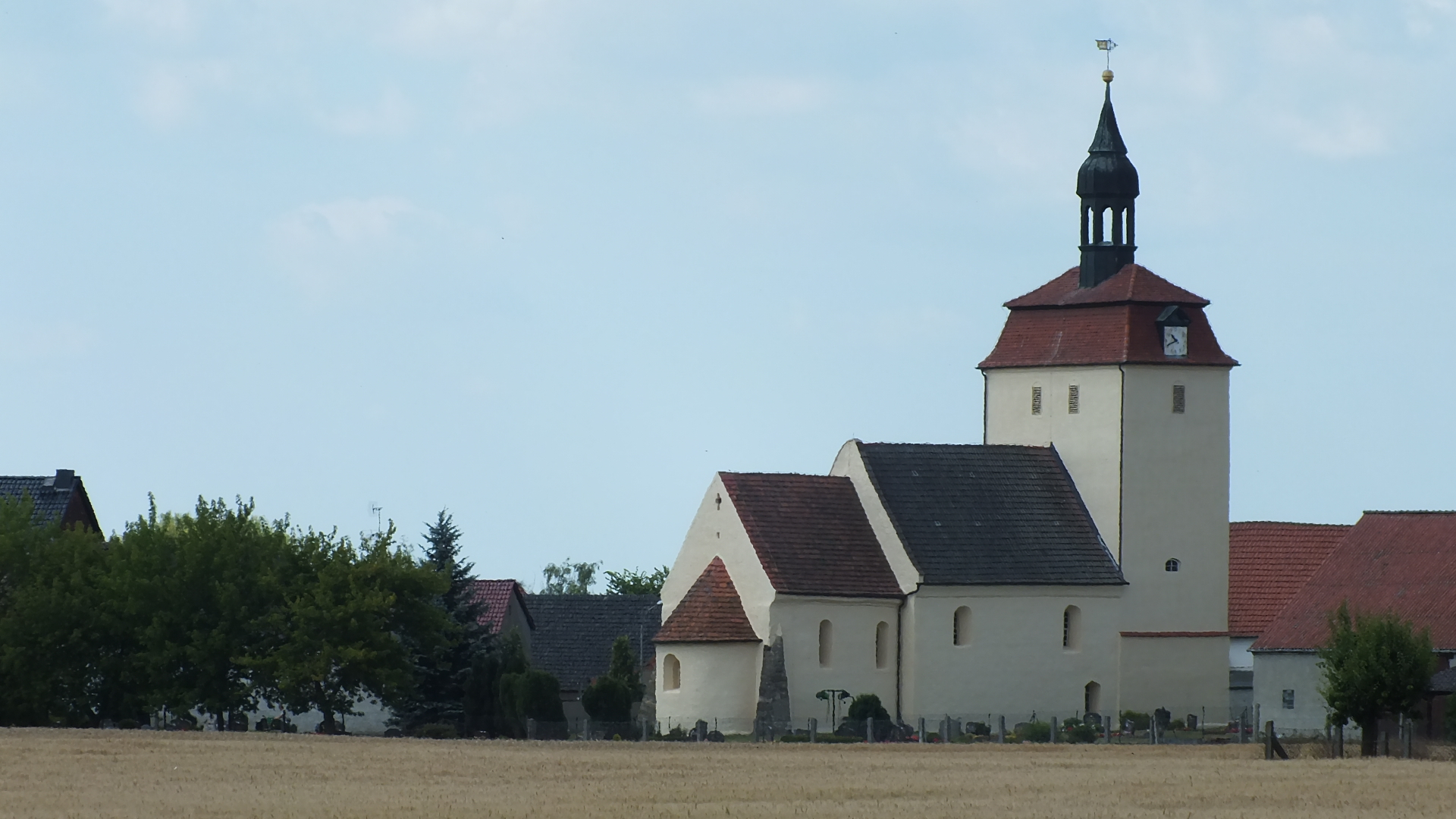
Dorfkirche Lebien

Die Anfang des 13. Jahrhunderts erbaute und 1234 als St. Marienkirche geweihte Dorfkirche in Lebien, einem Ortsteil von Annaburg im Landkreis Wittenberg, Sachsen-Anhalt, steht unter Denkmalschutz. Hauptsächlich wurde Raseneisenstein aus der Lochauer Heide als Baumaterial verwendet. Sie besitzt eine außergewöhnlich reiche Renaissance-Ausstattung.

## Beschreibung
Der spätromanische Bau in vollständiger Anlage besteht aus Schiff und eingezogenem Chor sowie Apsis mit einem aus der zweiten Hälfte des 15. Jahrhunderts stammenden Gewölbe. Der mit sechseckigem Treppentürmchen, Mansarddach und aufgesetzter Laterne ausgestattete begehbare West-Querturm aus Backstein wurde Ende des 16. Jahrhunderts errichtet, nachdem der originale Turm aus Raseneisenstein eingestürzt war.
Das Kreuzrippengewölbe im quadratischen Chor ist zum Teil mit Masken aus dem Anfang des 15. Jahrhunderts verziert. Zwei Sterngewölbe im Schiff stammen ebenfalls aus dem 15. Jahrhundert.
Die aus der romanischen Entstehungszeit stammenden Fenster sind im Original teilweise noch im Chorraum erhalten. Der ursprüngliche Eingang befand sich an der Nordseite der Kirche. Dieser, wie auch eine Priesterpforte sind heute nicht mehr vorhanden.
Eine künstlerische Neuausstattung erfolgte im Jahr 1592. Darauf lässt die in den Brüstungsfeldern der Empore eingeritzte Jahreszahl schließen. Ebenfalls aus dieser Zeit stammt das Kirchengestühl. Das zu beiden Seiten des Chores erhaltene Herrschaftsgestühl wurde wie die Empore mit barocken Malereien verziert. 
Der Altar stammt aus dem Jahr 1580. Im Hauptfeld des Altaraufsatzes befindet sich ein Abendmahlsgemälde, darüber eine Darstellung der Auferstehung. 
Die an der Südseite befindliche Kanzel mit Schalldeckel stammt vermutlich aus der gleichen Zeit. In den Feldern des polygonen Korbes befinden sich Schnitzfiguren der Evangelisten und des Gottvaters. Eine plastische Darstellung einer Heilig-Geist-Taube befindet sich an der Unterseite des Schalldeckels, darüber ist ein Kruzifix aus dem 16. Jahrhundert angebracht. 
Die Sandsteintaufe vor dem Altar stammt aus der Zeit des Spätbarock.
Die Innenwände der Kirche sind weiß übertüncht. Freilegungen ergaben, dass zusammenhängende Flächen des mittelalterlichen Putzes erhalten geblieben sind. Im Kirchenschiff ist die älteste Kalkseccomalerei der Kirche erhalten.

## Sonstiges
Nach einer der ersten Kirchenvisitationen nach der Reformation Anfang des 16. Jahrhunderts wurde der Kirchenstandort Lebien eine Filialkirche der Parochie Axien.  